# Verbotene Filme in der DDR
Verbotene Filme in der DDR gab es von 1951 bis 1984. Insgesamt waren es über 30, darunter Spur der Steine (1966) und Geschlossene Gesellschaft (1978)  von Frank Beyer, und  Das Kaninchen bin ich von Kurt Maetzig. Die meisten sind auf DVDs erhältlich. 

## Bezeichnungen
Für die verbotenen   DEFA-Spielfilme gab es  verschiedene umgangssprachliche Bezeichnungen
- Kellerfilme oder  Regalfilme[1],  weil sie im Staatlichen Filmarchiv der DDR gelagert wurden und auch den meisten  Filmwissenschaftlern nicht zugänglich waren.

- Kaninchenfilme, nach Das Kaninchen bin ich von Kurt Maetzig
- Plenumsfilme, nach dem XI. Plenum des ZK der SED vom Dezember 1965, auf dem die Verbote von Filmen eingeleitet wurden.
- Verbotsfilme, Filmwissenschaftliche Instanzen der Nachwendezeit wie die DEFA-Stiftung  benutzten überwiegend diesen  Begriff.[2]

## Geschichte

### 1951–1961
1951 wurde  Das Beil von Wandsbek in der DDR als erster DEFA-Film  verboten, weil der Hauptheld ein Henker und keine positive Figur  war. 
Auch der aufwändige Propagandafilm Baumeister des Sozialismus – Walter Ulbricht, der anlässlich von dessen 60. Geburtstag Ende Juni 1953  gezeigt werden sollte, wurde nach dem Aufstand vom 17. Juni nicht aufgeführt. 
1958/1959 wurden einige kritischere Filme, die unter dem Einfluss   des Tauwetters seit 1956 entstanden waren, verboten (Sonnensucher von Konrad Wolf).

### 1961–1971
Anfang der 1960er Jahre wurden die Bedingungen für Filmemacher bei der DEFA liberalisiert, was dazu führte, dass einige Produktionen entstanden, die sich kritischer mit dem DDR-Alltag beschäftigten, dabei aber nicht offen oppositionell waren.
Auf dem 11. Plenum des ZK der SED im Dezember 1965 wurden die  Filme Das Kaninchen bin ich von Kurt Maetzig und  Denk bloß nicht, ich heule von  Frank Vogel heftig kritisiert,  obwohl sie vorher schon durch die Filmverantwortlichen der DEFA und der SED genehmigt worden waren.  Dieses führte dazu, dass zehn weitere Spielfilme der Jahre 1965  und 1966 nicht mehr gezeigt werden durften, darunter  Spur der Steine von Frank Beyer mit Manfred Krug, der noch Anfang 1966 seine Premiere hatte, bald aber nach massiven Störaktionen von FDJ- und SED-Funktionären zurückgezogen werden musste. 
Auch in den folgenden Jahren gab es Filmverbote (Die Russen kommen, von Heiner Carow, 1968).

### 1971–1989
Nach dem Machtantritt von Erich Honecker 1971, der zunächst eine liberalere Kulturpolitik einleitete, konnten einige bisher verbotene Filme aufgeführt werden (Der verlorene Engel, in verkürzter Fassung).
Aber auch in den folgenden Jahren gab es  gelegentliche Aufführungsverbote, auch  nach der Ausbürgerung von Wolf Biermann 1976, (Geschlossene Gesellschaft, 1978, mit Armin Mueller-Stahl). 
Seit  1980 gab es nur noch wenige verbotene Filme, wie den DEFA-Spielfilm  Jadup und Boel (1981) und die Polizeiruf 110-Folge Rosis Mann (1984).
Ab 1987 konnten mehrere bisher verbotene Filme neu aufgeführt werden. 

### Seit  1989

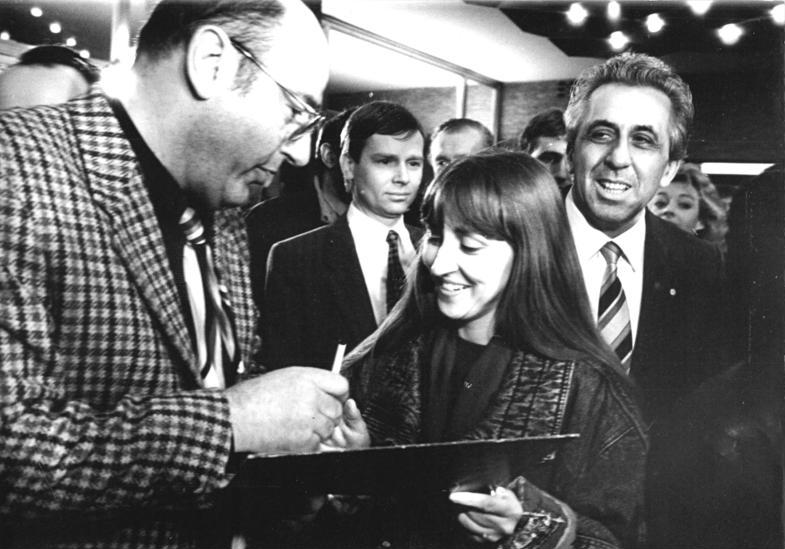
Manfred Krug (links) und Egon Krenz (rechts) bei der Wiederaufführung von Spur der Steine am 23. November 1989 im Kino International in Berlin

In den Monaten nach der Maueröffnung 1989 wurden die meisten verbotenen Filme wieder gezeigt, als erstes Spur der Steine bereits nach zwei Wochen , einige  dann bei der  Berlinale im Februar 1990.
Nach 2000 wurden die letzten zwei erhaltenen noch nicht veröffentlichten  Filmfragmente aufwändig restauriert und uraufgeführt (Fräulein Schmetterling, Hände hoch oder ich schieße).
Einige der verbotenen Filme werden   bis in die Gegenwart  bei Retrospektiven und in Programmkinos gezeigt.
Die bekanntesten 19 verbotenen DEFA-Spielfilme wurden in einer DVD-Box mit einem umfangreichen Begleitmaterial   herausgegeben.

## Verbotene Filme

### DEFA-Spielfilme
| Jahr   | Titel                          | Regisseur             | Neuauf- führung   | Bemerkungen |
| ------ | ------------------------------ | --------------------- | ----------------- | --- |
| (1950) | Das Beil von Wandsbek          | Falk Harnack          | 1962/1981         | nach dem Roman von Arnold Zweig, am 7. Juli 1951 „wieder aus dem Vertrieb genommen“, 1962 Aufführung einer stark gekürzten Fassung |
| 1957   | Die Schönste                   | Ernesto Remani        | 2002              | nach zahlreichen Änderungen 1959 endgültig verboten                                                                                |
| (1958) | Sonnensucher                   | Konrad Wolf           | 1972              | |
| (1960) | Sommerwege                     | Hans Lucke            | 2014              | |
| (1961) | Das Kleid                      | Konrad Petzold        | 1991              | kurz nach dem Bau der Berliner Mauer verboten                                                                                      |
| 1962   | Monolog für einen Taxifahrer   | Günter Stahnke        | 1990              | DEFA-Film für das Fernsehen Ende 1962 verboten                                                                                     |
| 1965   | Der Frühling braucht Zeit      | Günter Stahnke        | 1990              | am 26. November 1965 angelaufen, dann verboten                                                                                     |
| (1965) | Das Kaninchen bin ich          | Kurt Maetzig          | 1989              | auf dem XI. Plenum kritisiert |
| 1965   | Denk bloß nicht, ich heule     | Frank Vogel           | 1990              | Testaufführung, auf dem XI. Plenum kritisiert, dann Verbot                                                                         |
| (1965) | Karla                          | Herrmann Zschoche     | 1990              | abgebrochen, rekonstruierte Erstaufführung 1990                                                                                    |
| (1965) | Wenn du groß bist, lieber Adam | Egon Günther          | 1990              | vor Fertigstellung verboten, teilweise zerstört                                                                                    |
| (1965) | Berlin um die Ecke             | Gerhard Klein         | 1987              | Rohschnittfassung verboten, Erstaufführung der Schnittfassung 1987, Verleihfassung 1990                                            |
| (1966) | Hände hoch oder ich schieße    | Hans-Joachim Kasprzik | 2009              | zunächst zurückgehalten, dann verboten                                                                                             |
| (1966) | Fräulein Schmetterling         | Kurt Barthel          | 2005              | im Rohschnitt abgebrochen, als Fragment rekonstruiert                                                                              |
| 1966   | Spur der Steine                | Frank Beyer           | 1989              | mit Manfred Krug, Schnitt mehrfach verändert, Premiere, danach gezielte Störungen, dann verboten                                   |
| (1966) | Jahrgang 45                    | Jürgen Böttcher       | 1990              | Rohschnitt abgebrochen, |
| (1966) | Der verlorene Engel            | Ralf Kirsten          | 1971              | nach Kürzungen 1971 in wenigen Kopien zugelassen                                                                                   |
| (1966) | Ritter des Regens              |                       | –                 | kein Filmmaterial mehr vorhanden                                                                                                   |
| (1968) | Die Russen kommen              | Heiner Carow          | 1987              | nach Fertigstellung verboten, Szenen wurden in Carows Film Karriere verwendet, Rekonstruktion 1987                                 |
| 1968   | Wir lassen uns scheiden        | Ingrid Reschke        | (spätestens) 2016 | kurze Zeit nach der Premiere aus dem Verleih genommen, wegen Republikflucht des Darstellers Reiner Schöne                          |
| (1973) | Die Taube auf dem Dach         | Iris Gusner           | 1990              | nach Fertigstellung nicht abgenommen, Farbfassung verschollen, Premiere der Schwarzweiß-Fassung 7. Oktober 1990                    |
| (1974) | Die Schlüssel                  | Egon Günther          |                   | |
| (1977) | Feuer unter Deck               | Herrmann Zschoche     | 1979              | nach Ausreise Manfred Krugs in die BRD vor der Premiere verboten                                                                   |
| (1978) | Geschlossene Gesellschaft      | Frank Beyer           | 1990              | für das Fernsehen der DDR, mit Armin Mueller-Stahl und Jutta Hoffmann                                                              |
| (1981) | Jadup und Boel                 | Rainer Simon          | 1988              | mehrfach verändert, 1983 endgültig verboten, 1988 Kinostart mit wenigen Kopien                                                     |
| (1984) | Schnauzer                      | Maxim Dessau          | 1996              | letzter verbotener DEFA-Spielfilm, vernichtet                                                                                      |

### DEFA-Dokumentarfilme
- 1953 Baumeister des Sozialismus – Walter Ulbricht, von Ella Ensink und Theo Geandy, Propagandafilm zum 60. Geburtstag, kurz vor der geplanten Ausstrahlung nach dem 17. Juni nicht gezeigt, erst 1997
- 1964 Barfuß und ohne Hut, von Jürgen Böttcher, nur eine Aufführung, Neuaufführung nach 1990
- 1978 Heim, von Angelika Andrees, erst 1990 gezeigt
- 1988/1989 Wer hat dich, du schöner Wald, von Günter Lippmann,  nach neun veränderten Fassungen 1990 erstmals gezeigt, über Waldsterben im Erzgebirge

### Fernsehfilme
- 1970 Sonntag, den ... Briefe aus einer Stadt, mit Texten von Brigitte Reimann und Gesang von Manfred Krug, nach Erstsendung 1977 verboten, 1984 vernichtet, 2023 Kopie wiederentdeckt
- 1974 Polizeiruf 110: Im Alter von …, von Heinz H. Seibert  (Hans Werner, 2011). Wurde  vernichtet, das später aufgefundene Kameranegativ neu bearbeitet. Premiere 23. Juni 2011.

- 1978 Geschlossene Gesellschaft, DEFA,  von Frank Beyer,  mit Armin Mueller-Stahl und Jutta Hoffmann, nach Erstausstrahlung verboten, 1990 Neuausstrahlung
- 1984 Polizeiruf 110: Rosis Mann, von Hans-Joachim Hildebrandt, vernichtet

### Studentenfilme
Auch einige Filme von Studierenden an der Hochschule für Film und Fernsehen in Potsdam-Babelsberg wurden in verschiedenen Stadien der Herstellung verboten.
- 1957 Der Junge mit der Lampe, von Jürgen Böttcher
- 1961 Drei von vielen, von Jürgen Böttcher
- 1979 Orangemond,  von Gabriele Denecke, nach der Rohfassung verboten, 2024 Erstaufführung der restaurierten Fassung